# PSK Sachalin
Der PSK Sachalin (russisch ПСК Сахалин) war ein russischer Eishockeyklub aus Juschno-Sachalinsk, der von 2014 bis zur Saison 2021/22 in der Asia League Ice Hockey (ALIH) spielte. Die ALIH stimmte 2022 aus Protest gegen die russische Invasion in die Ukraine dafür, das Team auszuschließen.

## Geschichte

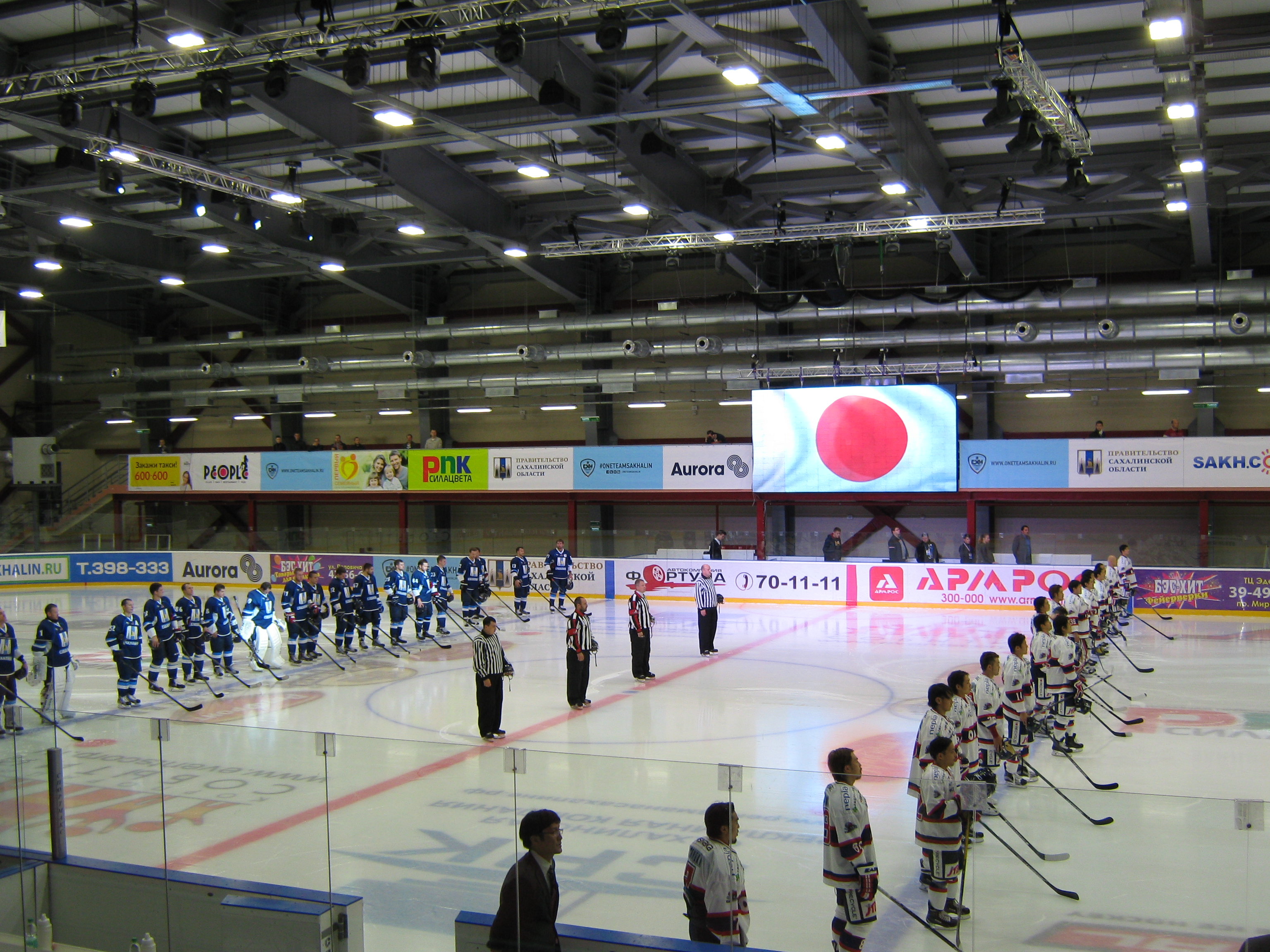
HK Sachalin gegen die Ōji Eagles (September 2015)

Der HK Sachalin wurde im Jahr 2013 zunächst unter dem Namen Sachalin Sea Lions gegründet und nahm im folgenden Jahr zur Saison 2014/15 seinen Spielbetrieb in der Asia League Ice Hockey auf. Er war damit zum Zeitpunkt seines Ligabeitritts der einzige russische Verein in der Spielklasse. Zuvor hatte bereits die ebenfalls im Fernen Osten angesiedelte Mannschaft Golden Amur für eine Saison am Spielbetrieb teilgenommen.
In ihrer Debütsaison qualifizierten sich die Sea Lions mit 91 Punkten aus der regulären Saison auf Anhieb für die Play-offs und scheiterten dort im Halbfinale am späteren Meister Tōhoku Free Blades. In den beiden Folgejahren wurde jeweils das Playoff-Finale erreicht, das aber sowohl 2016 als auch 2017 gegen die Koreaner von Anyang Halla verloren wurde. 2018 gewann das Team erstmals die Hauptrunde, verlor dann aber bereits im Playoff-Halbfinale gegen den Hauptrundenfünften, die Japaner von den Ōji Eagles.

## Saisonstatistik
Abkürzungen: Sp = Spiele, S = Siege, OTS = Siege nach Overtime, SOS = Siege nach Shootout, U = Unentschieden, SON = Niederlagen nach Shootout, OTN = Niederlagen nach Overtime, N = Niederlagen, ET = Erzielte Tore, GT = Gegentore, Pkt = Punkte
| Saison  | Sp | S  | OTS | SOS | SON | OTN | N  | ET  | GT  | Pkt | Platz    | Playoffs   |
| ------- | -- | -- | --- | --- | --- | --- | -- | --- | --- | --- | -------- | ---------- |
| 2014/15 | 48 | 26 | 2   | 3   | 1   | 2   | 14 | 180 | 129 | 91  | 2. Platz | Halbfinale |
| 2015/16 | 48 | 34 | 1   | 3   | 3   | 0   | 7  | 206 | 111 | 113 | 2. Platz | Finale     |
| 2016/17 | 48 | 33 | 3   | 0   | 2   | 2   | 8  | 214 | 101 | 109 | 2. Platz | Finale     |
| 2017/18 | 28 | 14 | 4   | 2   | 2   | 1   | 5  | 90  | 60  | 54  | 1. Platz | Halbfinale |

## Bekannte Spieler
- Alexei Koledajew
- Alexander Petrow[1]